# Michael Aldrich
Michael Aldrich (22 tháng 08 năm 1941 – 19 tháng 05 năm 2014) là một nhà phát minh, cải cách và chủ doanh nghiệp người Anh. Năm 1979, ông phát minh ra hình thức mua sắm trực tuyến cho phép các giao dịch trên mạng giữa người dùng và doanh nghiệp bán hàng, hay giữa các doanh nghiệp với nhau. Kỹ thuật này sau đó được biết đến là với tên thương mại điện tử.